# آي أو إس 15
آي أو إس 15 (بالإنجليزية: IOS 15) هو الإصدار الرئيسي الخامس عشر لنظام تشغيل الهواتف المحمولة آي أو إس الذي طورته لشركة أبل لخطوط آيفون وآي بود تاتش الخاصة بها. تم الإعلان عنه في مؤتمر العالمي للمطورين للشركة في 7 يونيو 2021 كخليفة لنظام آي أو إس 14, ومن المتوقع إصداره في خريف 2021.

## تاريخ

### التحديثات
تم إصدار أول إصدار تجريبي لمطور آي أو إس 15 في 7 يونيو 2021, وتم إصدار أول نسخة تجريبية عامة في نهاية يونيو 2021, بعد ستة أيام من إصدار الإصدار التجريبي الثاني للمطورين. تم إصدار الإصدار التجريبي الثاني العام في 16 يوليو 2021.
| النسخة      | بناء     | تاريخ النشر    | ملحوظات                                                                      |
| ----------- | -------- | -------------- | ---------------------------------------------------------------------------- |
| 15.0        | 19A341   | 24 سبتمبر 2021 | يتم الشحن مع آيفون 13 وآيفون 13 برو                                          |
| 15.0        | 19A346   | 20 سبتمبر 2021 | الإصدار الأولي                                                               |
| 15.0.1      | 19A348   | 1 أكتوبر 2021  | اصلاحات الأخطاء - يعمل على إصلاح مشكلة فشل ايفون 13 في إلغاء قفل Apple Watch |
| 15.1 beta 3 | 19B5060d | 6 أكتوبر 2021  |                                                                              |

## سمات

### ركز
يسمح التركيز للمستخدمين بتعيين «حالتهم», مثل العمل أو النوم أو عدم الإزعاج أو حالة مخصصة. بناءً على الحالة المحددة، يمكن للمستخدمين تعيين نوع الإشعار الذي يريدون تلقيه ومن أي تطبيق. من الممكن أيضًا اختيار الصفحات والتطبيقات التي سيتم عرضها على الصفحة الرئيسية بناءً على الحالة. يمكن أن تتغير الحالة تلقائيًا بناءً على مكان المستخدم أو الوقت. يمكن التحكم في بعض إعدادات قفل الشاشة بناءً على الحالة: على سبيل المثال، يمكن تشغيل أو إيقاف تشغيل ميزة تعتيم شاشة القفل، والتي تعمل على تعتيم شاشة القفل من عدم عرض الإشعارات على تلك الشاشة، بناءً على الحالة.
يتحكم التركيز أيضًا في التفاعلات مع جهات الاتصال: يمكن مشاركة حالة «عدم الإزعاج» مع جهات اتصال iMessage حتى يتمكنوا من رؤية أن المستخدم في حالة «عدم الإزعاج», حيث يتم تسليم الرسائل بصمت. من الممكن أيضًا تحديد جهات الاتصال المحددة التي يمكنها «إزعاج» المستخدم.
تتم مزامنة التركيز تلقائيًا عبر أجهزة آي أو إس مختلفة على نفس حساب آي كلاود.

### آي كلاود
يمكن الآن إجراء النسخ الاحتياطية على آي كلاود على شبكات الجيل الخامس الخلوية.

### إشعارات
تتلقى الإخطارات مظهرًا جديدًا مع صور جهات الاتصال لجميع تطبيقات الاتصال وأيقونات التطبيقات الأكبر حجمًا. يسمح الملخص للمستخدم بتجميع وتأجيل الإشعارات الواردة من التطبيقات المختارة، وتسليمها في وقت محدد في إشعار واحد كبير يسمى إشعار موجز.

### نص مباشر
الأجهزة المزودة بشريحة A12 أو أحدث تدعم النص المباشر في تطبيقات الأوراق المالية التي يمكنها نسخ ولصق النص من الصور وكاميرا الصور في الوقت الفعلي.

### مكدسات ذكية مع الحاجيات المقترحة
تعد الأدوات في آي أو إس 15 أكثر ديناميكية: اعتمادًا على السياق، يمكن للنظام إضافة أو إزالة عناصر واجهة المستخدم إلى الحزم الموجودة. على سبيل المثال، بالقرب من بداية حدث معين في التقويم، يمكن للنظام أن يقرر إضافة أداة التقويم إلى مكدس ذكي موجود، إذا لم يكن موجودًا بالفعل، ثم إزالته في نهاية الحدث.

### سحب وإفلات عبر التطبيقات
يمكن للمستخدمين الآن سحب الصور والنص من تطبيق إلى آخر.

### الصفحة الرئيسية
يمكن للمستخدمين الآن إعادة ترتيب الشاشات الرئيسية المختلفة.

### تحسينات التطبيق

#### خرائط
تتلقى خرائط أبل العديد من الميزات الجديدة:
- تمت إضافة عمق أكبر إلى خرائط القيادة باستخدام النمذجة ثلاثية الأبعاد التي ستجعل من السهل تفسير الاتجاهات عند مواجهة الطرق التي تمر فوق أو تحته، بما في ذلك المباني والجسور والأشجار.
- كرة أرضية ثلاثية الأبعاد مع لوحة ألوان جديدة وتفاصيل متزايدة عن الجبال والصحراء والغابات
- زيادة معلومات حركة المرور، وحارات الانعطاف، وممرات الدراجات والحافلات وسيارات الأجرة، والوسطاء، والممرات المتقاطعة
- اتجاهات المشي في الواقع المعزز على أجهزة A12 أو أحدث
- بطاقات الأماكن المعاد تصميمها
- تصفية محسنة للبحث
- أسهل للإبلاغ عن مشاكل الخريطة
- يتبع الوضع الليلي المعين في الخرائط الآن الوضع الليلي المحدد في نظام التشغيل بدلاً من تنشيطه ليلاً فقط ويتم تحسين الألوان.
- معلومات النقل العام: طرق وأوقات النقل العام مع إمكانية تثبيت المسارات المفضلة في الأعلى. تنبه الإشعارات داخل التطبيق المستخدمين عندما يحتاجون إلى النزول من الحافلة أو القطار بسبب تحسين تتبع نظام تحديد المواقع العالمي (GPS) في الوقت الفعلي. يمكن الآن رؤية معلومات النقل هذه أيضًا على Apple Watch المتصلة.

#### الكاميرا
وضع التصوير البانورامي المحسّن على iPhone 12 وما فوق: تشويه هندسي أقل في اللقطات البانورامية مع مجالات رؤية مطولة والضوضاء والحد من النطاقات التي تتشكل في الصورة بسبب التغيرات في السطوع والتباين عند تحريك الكاميرا من جانب إلى آخر، صورة أقل ضبابية وأكثر وضوحًا حتى عند التقاط أهداف متحركة داخل البانوراما.

#### الصحة
من الممكن مشاركة البيانات الصحية مع العائلة أو الأصدقاء أو متخصصي الرعاية الصحية الذين يمكنهم الاعتناء بالمستخدم.
هناك معلمة مراقبة جديدة تسمى "Walking Steadiness" والتي تحدد مخاطر السقوط باستخدام مستشعرات iPhone والخوارزميات المتطورة التي تقيس التوازن والاستقرار والتنسيق.
تمت إضافة تحليل الاتجاه، أي الخطوط الأفقية التي تُظهر اتجاه المعلمات المختلفة على المدى الطويل.
نتائج مختبر يسمح لاستيراد النتائج المختبرية في التطبيق الصحة من أحد مقدمي الرعاية الصحية.

#### الملفات
المجموعات هي وضع عرض جديد يجمع الملفات من نفس النوع.
يسمح محرر PDF المدمج للمستخدم بإدراج صفحات من الملفات الموجودة أو عمليات المسح، وإزالة الصفحات وتدوير الصفحات. يمكن أيضًا تأمين ملفات PDF بكلمة مرور.

#### تذكير
القدرة على إدراج علامة # في التذكيرات لتصنيفها.

#### إخفاء بريدي الإلكتروني
يتيح لك إخفاء بريدي الإلكتروني إنشاء عناوين بريد إلكتروني فريدة وعشوائية تعيد توجيهها إلى صندوق الوارد الشخصي الخاص بك حتى تتمكن من إرسال واستقبال البريد الإلكتروني دون الحاجة إلى مشاركة عنوان بريدك الإلكتروني الحقيقي.

### تغييرات أخرى
- تمت إضافة عناصر واجهة مستخدم جديدة: البريد وجهات الاتصال ومركز الألعاب و Find My و App Store و Sleep.
- تمت إزالة خلفيات آي أو إس 13 في الإصدار التجريبي الأول من آي أو إس 15.
- يتميز آي أو إس 15 بخلفية جديدة في وضعين: فاتح وداكن.

## اجهزة مدعومة
جميع الأجهزة التي تدعم آي أو إس 13 وآي أو إس 14 تدعم أيضًا آي أو إس 15. فيما يلي قائمة بالأجهزة التي تدعم آي أو إس 15:
| - آيفون 6 إس - آيفون 6 إس بلس - آيفون إس إي - آيفون 7 - آيفون 7 بلس - آيفون 8 - آيفون 8 بلس - آيفون X - آيفون XS - آيفون XS Max - آيفون XR - آيفون 11 - آيفون 11 برو - آيفون 11 برو ماكس - آيفون إس إي (2020) - آيفون 12 ميني - آيفون 12 - آيفون 12 برو - آيفون 12 برو ماكس | - آي بود تاتش (الجيل السابع) |